# Ганс Мортен Тран Есмарк
Ганс Мортен Тран Есмарк (21 серпня 1801 — 24 квітня 1882) — норвезький священник і мінералог. Він найбільш відомий тим, що першим знайшов мінерал торит.

## Життєпис
Мортен Тран Есмарк народився в Конгсберзі в Бускеруді, Норвегія, як син професора Єнса Есмарка, професора мінералогії. Його ім'я походить від імені його діда по материнській лінії, данського зоолога та мінералога Мортена Трана Брюнніха. Есмарк склав богословський іспит у 1825 році й розпочав своє служіння капеланом в Ейдангері в Тромсе, Тромс, Норвегія. Деякий період він служив парафіяльним священником у Рамнесі в Ярлсберзі. Пізніше він служив вікарієм у Бревіку в Телемаркі.
Мортен Тран Есмарк описав декілька нових мінералів переважно з Лангесундсфьордену в Телемарку. Він зазвичай надсилав цікаві зразки своєму батькові Йенсу Есмарку, який був професором мінералогії та геології в Королівському університеті Фредеріка. Мортен Тран Есмарк виявив перші зразки ториту, з якого походить елемент торій, на острові Льовея поблизу Порсгрунна. Його батько переслав зразок шведському хіміку Йонсу Якобу Берцеліусу, який підтвердив, що це новий мінерал, який містить новий елемент. Особиста колекція мінералів Мортена Трана Есмарка пізніше була передана музею університету Тромсе.